# Săveni (Botoșani)
Săveni è una città della Romania di 8 156 abitanti, unicata nel distretto di Botoșani, nella regione storica della Moldavia.
Fanno parte dell'area amministrativa anche le località di Bodeasa, Bozieni, Chișcăreni, Petricani e Sat Nou.